# 14466 Hodge
14466 Hodge (1993 OY2) là một tiểu hành tinh vành đai chính được phát hiện ngày 25 tháng 7 năm 1993 bởi M. Hammergren ở Manastash Ridge Observatory thuộc University of Washington.